# 살렘 (담배)

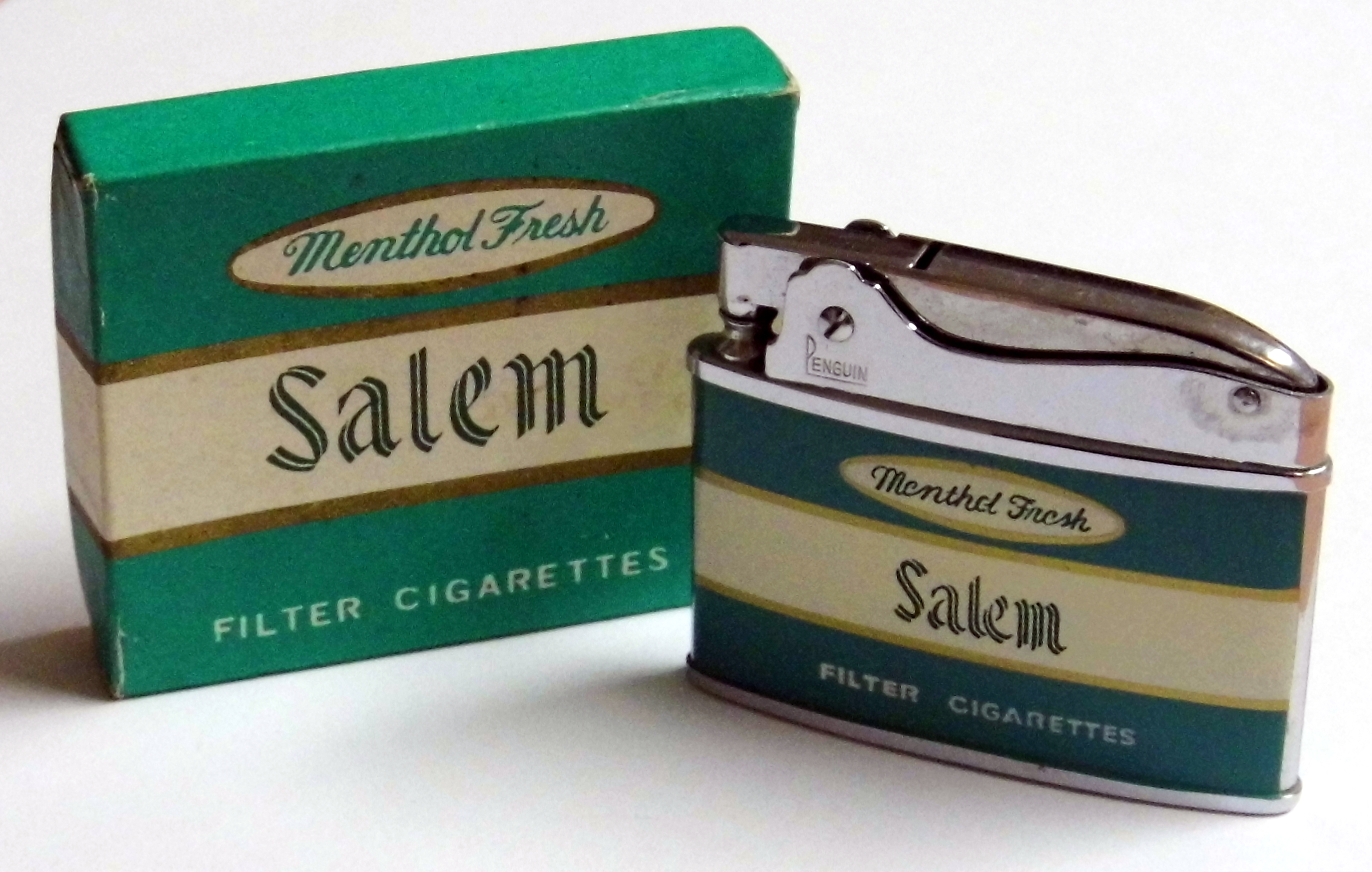

살렘(Salem)은 JTI 및 RJ 레이놀즈에서 생산하는 담배다. 1956년에 처음 발매되었으며 세계 최초의 필터형 멘솔 담배라는 특징을 가지고 있다.

## 제품
2011년 현재 대한민국에서는 다음 제품이 판매되고 있다.
| 이름        | 규격         | 비고 |
| ----------- | ------------ | ---- |
| 살렘 라이트 | Kings (83mm) |      |
| 살렘 원     | Kings        |      |

## 같이 보기
- 담배
- 흡연